# Hymenophyllum campanulatum
Hymenophyllum campanulatum är en hinnbräkenväxtart som beskrevs av Christ. Hymenophyllum campanulatum ingår i släktet Hymenophyllum och familjen Hymenophyllaceae. Inga underarter finns listade.